# Olga de Amaral
Pour les articles homonymes, voir Amaral.
Olga de Amaral, née le 19 février 1932 à Bogota en Colombie, est une artiste visuelle connue pour ses œuvres abstraites à grande échelle réalisées au moyen de fibres et couvertes d'or ou d'argent.
En raison de sa capacité à concilier les préoccupations locales avec l'évolution de la situation internationale, elle est devenue l'une des rares artistes d'Amérique du Sud internationalement connue pour son travail de la fibre au cours des années 1960 et 1970. Elle est considérée comme une figure phare de l'abstraction de l'Amérique latine d'après-guerre.
Elle a développé un langage unique avec une diversité du vocabulaire du tissage, de la peinture et de la sculpture en se basant sur la tradition précolombienne.

## Biographie

### Jeunesse
Olga Ceballos Velez naît à Bogota de parents originaires du département d'Antioquia en Colombie. Elle grandit dans une famille religieuse traditionnelle avec 5 sœurs et 2 frères dans un quartier traditionnel de Bogota dans une atmosphère familiale chaleureuse et sécurisante, entretenant une relation privilégiée avec sa mère aimante et attentionnée.

### Formation et débuts
Après avoir terminé ses études secondaires, elle obtient, en 1951-52, un diplôme en conception architecturale au Colegio Mayor de Cundinamarca à Bogota. 

Elle travaille ensuite pendant un an comme directrice de la faculté de dessin d'architecture de cette école. En 1954, elle se rend à New York, aux États-Unis pour étudier l'anglais à l'Université Columbia. À partir de 1954, elle déménage et étudie l'art de la fibre à Cranbrook Academy of Art à Bloomfield Hills, Michigan. L'artiste chérit cette période de son éducation et la considère cruciale pour son développement artistique postérieur : 

« À Cranbrook, l'atelier textile avait huit métiers à tisser contre les fenêtres: l'un d'eux, dans le coin, serait ma maison pendant un an. J'ai vécu là mes moments les plus intimes de solitude. Ici est née ma certitude au sujet de la couleur, sa force, j'avais l'impression d'aimer la couleur comme si c'était quelque chose de tangible.J'ai aussi appris à parler en couleur. Je me souviens avec nostalgie de cette laquelle les âmes se touchaient les mains. »

À Cranbrook, elle rencontre Jim Amaral et ils deviennent des amis proches. En 1955, après un an à Cranbrook, elle retourne en Colombie et s’intéresse à l’artisanat, aux techniques et aux traditions du tissage colombien qui seront pour elle, tout au long de son œuvre, une source inépuisable de création. Elle se passionne pour la découverte des vêtements blancs et noirs des Indiens arhuacos ou de la gamme variée des paniers en fibre végétale des Indiens de l’Amazonie. Elle commence à confectionner des textiles décoratifs pour ses amis architectes.

### Mariage et famille
Pendant ce temps, Jim Amaral est dans la marine américaine, sur une base aux Philippines. En 1956, il se rend en Colombie pour voir Olga, initialement pendant quelques semaines. Peu de temps après, ils se marient et s'installent à Bogota. Ils auront deux enfants, Diego et Andrea. 

### Carrière
Sentant qu’elle avait épuisé les ressources du métier à tisser, elle se tourne vers la technique du tapis au point noué, puis très vite découvre le métier de haute lisse.
À cette époque, Jack Lenor Larsen, un designer textile, visite la Colombie et l'atelier d'Amaral. Il s'intéresse aux tapisseries d'Olga. Leur relation professionnelle et artistique sera cruciale dans la reconnaissance du travail d'Olga de Amaral à l'international dans le monde de la tapisserie contemporaine. En 1965, elle fonde la faculté des textiles de l'Université des Andes de Bogota et y enseigne. 
En 1966-1967, la famille Amaral réside à New York. Olga de Amaral rencontre Eileen Vanderbilt du World Crafts Council et devient sa représentante pour la Colombie. Avec la collaboration de Jack Lenor Larsen, elle expose ses tapisseries à New York en 1967, enseigne à la Penland School of Crafts en Caroline du Nord et à la Haystack Mountain School of Maine. Après leur retour en Colombie, le couple se rend à Popayán et dans la région de Tierradentro. Plus tard, Olga visitera le Pérou comme représentant du World Craft Council (WCC).
Lors d'un passage en Irlande pour participer à une conférence du WCC, Olga rencontre Lucie Rie, une céramiste britannique qui lui donne l'idée d'insérer de l'or dans les tapisseries. Au début des années 1970, les Amaral s'installent à Barcelone puis à Paris. Ils visitent la Grèce, l'Italie, les Pays-Bas, la Belgique, la Suisse, la Suède et l'Angleterre. Ils établissent des contacts avec les centres d'art européen. Ils vivent quelque temps en Europe, puis retournent à Bogota, visitent différentes régions de la Colombie, puis reviennent en France, au milieu d'expositions, de travail et de nouvelles amitiés. Un autre voyage important pour l'artiste est son voyage au Japon. 

### Distinctions
- 1973 : bourse Guggenheim
- 2005 : nommée Artist Visionary (« Artiste visionnaire ») par le Museum of Arts and Design de New York
- 2008 : co-présidente honoraire de l’Initiative au développement d’audience multiculturelle du Metropolitan Museum of Art de New York[2].

## Art
Soucieuse principalement de la couleur et de la structure, Olga de Amaral crée des œuvres recouvertes d'or et d'argent, ce qui leur confère une dimension très différente de la tapisserie traditionnelle et qu'elle considère comme des « surfaces dorées de lumière ». Leur présence sculpturale révèle les antécédents de l’artiste en conception architecturale, tandis que leur finesse technique lui a valu une grande renommée. Des pièces richement texturées, comme les séries Pozos Azules et Soles Rojos évoquent les paysages naturels de la Colombie ainsi que les objets anciens en or précolombiens. De loin, les pièces à base de lin, de coton ou même de crin ressemblent plus à des mosaïques scintillantes qu'à des tapisseries. En réalité, des carrés en forme de tesselles sont nichés entre des brins de fibres recouvertes à la main de peinture gesso et de feuilles d'or,,. 
Malgré la présence de motifs géométriques, de Amaral dit qu'elle est animée par l'émotion et ne pense pas beaucoup aux motifs lorsqu'elle prend un crayon pour faire ses premiers croquis.

« Je ne suis pas familière avec les tendances actuelles du design textile. Il me semble que ceux qui font du tissage artistique ne se basent que partiellement sur la fibre, ce qui, à mon opinion, n'a pas de sens . Je considère qu'on doit se baser sur la précision, les mathématiques, la théorie de la couleur. Ce qui est tissé, n'existe pas par hasard, bien au contraire – c'est très calculé. Je ne peux pas faire ça car je n'en ai pas la formation et parce que je suis au milieu d'une abstraction. Finalement, mon travail n'est rien de plus que ma façon de raconter comment je me sens par rapport à la vie, l'âme des choses. »

Depuis le début, les œuvres d'Olga de Amaral redéfinissent nos notions d'unité, de concept, de représentation et d'expression personnelle. Elle explore et revisite les idées, les techniques et les processus, à la recherche de variations subtiles et complexes au sein de son propre processus artistique. Elle est une figure importante parmi un groupe d'artistes dispersés dans le monde entier qui déconstruisent et repensent la structure, la surface et le support de la peinture en ajoutant des dimensions sculpturales et des matériaux atypiques. 
D'abord classées comme tentures murales bidimensionnelles et figuratives, à la fin des années 1960, ses œuvres sont entrées dans les genres de la sculpture, de l'installation, de l'art abstrait et conceptuel : « L'artiste a développé une voix distincte dans son domaine grâce à sa maîtrise des techniques conventionnelles de construction d'objets textiles tout en poussant progressivement les limites de la compréhension orthodoxe de la façon dont les textiles fonctionnent comme des objets dans l'espace. Elle a progressivement bougé les œuvres basées sur le tissu au delà de la catégorie de tapisseries tissées – qui privilégie la platitude, l 'adhérence au mur, les images et une obsession de l'organique et les propriétés physiques des matériaux - vers une pratique plus conceptuelle qui embrasse des stratégies autrement trouvées dans la peinture, la sculpture et l'architecture. »
Olga de Amaral cherche sa propre identité en se basant sur la culture Colombienne. La façon dont l'artiste intègre les matériaux, les fibres naturelles et artificielles, la peinture, le gesso et les métaux précieux (feuille d'or et d'argent principalement), à travers le processus et les techniques artisanales, renvoie à l'art préhispanique de la Colombie, les traditions de tissage indigènes, et l'héritage baroque colonial espagnol, apporté au Nouveau Monde par les colons catholiques. Ces cultures avaient en commun d'attribuer un grand pouvoir expressif au visuel, tout comme le travail d'Olga de Amaral incarne un contenu visuel et tactile « nous reconnectant à une ancienne compréhension et appréciation des images en tant que présences à elles-mêmes, capables de transcender la matérialité à exprimer la vérité par la beauté. »

Le fil, la couleur et la lumière déterminent l'aspect visuel et métaphorique des œuvres d'Olga de Amaral. 

« J'ai commencé à travailler avec la fibre par accident — un accident recherché — et j'ai continué parce qu'elle ne m'a jamais déçue. Au fur et à mesure que je la connais mieux, elle me connaît mieux. En bref, elle n'a jamais cessé d'éveiller ma curiosité. La fibre est comme un vieux crayon : on l'utilise depuis si longtemps qu'on la tient pour acquise. Je suis faite de fibre parce que je l'ai embrassée et parce que je la connais. »
« Quand je pense à la couleur, quand je touche la couleur, quand je vis la couleur — l'exaltation intime de mon être, de mon autre moi — je vole, je me sens une autre, il y a toujours un autre être à côté de moi. »

## Œuvres
L'œuvre de Olga de Amaral se caractérise par diverses séries, chacune avec une essence ou une technique particulière qui englobe nombre de variations complexes développées tout au long de sa carrière. Les titres de ces séries de de Amaral révèlent les thèmes de ses tissages: Alquimias, Cestas lunares, Lienzos ceremoniales, Montañas, Tierras, Riscos, Umbras, Stelae, etc. Comme l'a souligné Amparo Osorio : « une grande poésie […] se dégage de ces images en mouvement, dont le titre […] est un autre référent pour nous permettre de comprendre ce sens obscur, cette envie de dire dans le langage des symboles tout ce qui est au-delà des mots. »

### Premières œuvres
La première période de l'œuvre d'Olga de Amaral est caractérisée par des tapisseries relativement traditionnelles, mais présentant déjà la recherche d'un langage individuel. Elle travaille alors principalement avec de la laine, du coton ou du lin filés à la main et teints. Des couleurs vives et des combinaisons audacieuses et l'exploration de la structure et des limites du tissage caractérisent certains de ses premiers travaux de petite dimension de cette période. 
À la fin de cette période, elle abandonne le concept de base du tissage de tissus (l'opposition entre chaîne et trame), en ne conservant que la chaîne (sous forme de tressage) et en la laissant flotter librement. La forme complète ou le volume souligné dans la composition des pièces de cette période, les font ressembler à des sculptures de fil. Cependant, durant la prochaine décennie, la surface plane réapparaît dans l'art de Amaral. Les tentures massives appelées Muros tejidos (murs tissés), des remparts solides construits à partir de laine et de crin raides, ont fait leurs débuts lors d'une exposition personnelle au Museum of Contemporary Crafts de New York en 1970.

### Les années 1970

#### Muros
Avec Muros Olga de Amaral rompt avec des motifs géométriques prévisibles et les remplace par des rythmes qui engagent l'œil dans l'œuvre. Ainsi, elle décide de fabriquer ses propres fils dont certains atteindront l’épaisseur du poignet ! L’œuvre, tenture imposante de fibres épaisses et voluptueuses se détachant du mur, devient mur de tissage qui donna la série « Murs tissés » dont chacun pouvait mesurer jusqu’à 5, 50 mètres de haut sur 3,50 mètres de large et peser cent kilos. 

#### Fragmentos Completos
Dans la série Fragmentos Completos (1975), elle utilise pour la première fois l'or qui va devenir sa marque de reconnaissance. Elle utilise également des fibres comme le luffa, le gaïac (plantes diverses) et entrelace des bandes pré-tissées préalablement enduites de plâtre, de gesso, de pigments puis peintes d’or et d’argent, ce qui permet de dissoudre la géométrie imposée par la structure rigide de la chaîne et de la trame. Cette innovation technique lui donne beaucoup plus de liberté avec la surface finale des œuvres que les fibres colorées. « "La couleur est un langage commun à toutes les cultures. La couleur m'aide à me distancier de la surface pour ajouter des significations différentes à la tapisserie. »

### Les années 1980
Cette période se caractérise par une expérimentation enthousiaste et l'introduction de nouveaux matériaux. Lors de sa visite au Japon pour une exposition au musée national d'art moderne de Kyoto, Olga de Amaral continue d'explorer l'utilisation de l'or et du gesso inspirés du kintsugi, l'art japonais de réparer la poterie cassée avec de l'or. Elle continue également d'explorer les possibilités de structure. La filtration de la lumière et de l'air à travers les constructions tissées deviennent des acteurs majeurs. Dans les années 1980, Olga de Amaral commence les séries suivantes : Riscos, Tejidos policromos, Tierras, Tablas, Entornos, Cestas lunares, Lienzos ceremoniales, Alquimias et Montañas.

#### Riscos
Le titre de cette série fait allusion aux falaises. Les bandes verticales segmentées font également allusion au quipus inca (khipus/nœuds parlants) — des appareils d'enregistrement utilisés pour collecter des données et conserver des enregistrements du temps et des tâches. Les quipus étaient faits de fils colorés ou de fils de coton/ fibre. Les pièces de la série Riscos sont principalement des formes rectangulaires s, elles créent un sentiment de mouvement, un effet presque cinétique. Les œuvres de cette série sont strictement conceptuelles — basées sur les possibilités et les changements dans la structure des fibres.

#### Lienzos Ceremoniales
Le titre de la série Lienzos Ceremoniales commencée en 1986 fait référence aux vêtements de cérémonie. Chaque pièce est « imprégnée » d'une couleur forte et profonde qui émerge de la surface de fond unifiée. Cette série explore la manière dont les images émergent d'une surface tissée et la création d'un sentiment de profondeur. Les superpositions de couches de fil créent un jeu aérien de lumière qui relie cette série aux problèmes artistiques d'Op Art.

#### Cestas lunares
Les Cestas lunares explorent également la profondeur et les images abstraites colorées. Chaque pièce étudie les variations texturales et chromatiques sur les surfaces tissées (chaque fibre de coton est enduite de gesso et de peinture), où les images géométriques émergent — le cercle du soleil et de la lune, l'arc et le tourbillon des énergies et de l'eau. Cestas lunares s'inspire des paniers de paille fabriqués par les Yanomami, une tribu à la frontière entre le Venezuela et le Brésil, également connue sous le nom des Enfants de la Lune. 

#### Alquimias
La série Alquimias, commencée en 1983/84 est la première série entièrement réalisée à la feuille d'or, que l'artiste, tout comme les alchimistes, considére comme un symbole de connaissance. Les pièces de cette série sont des mini « toiles » rectangulaires en coton ; préparées avec du gesso pour être recouvertes de peinture acrylique et de feuille d'or ou argent. Après les grands formats, Olga de Amaral veut revenir à l'échelle humaine. Les 13 premières œuvres de la série sont basées sur la proportion de la figure humaine et inspirées de la culture ancestrale du Pérou — ses objets et la science, en particulier les mathématiques. L'or joue un rôle important dans diverses cultures amérindiennes tout comme dans la religion catholique. L'application de l'or rend le tissage lourd et flexible, une qualité qu'elle recherche après les premiers tissages à grande échelle qui avaient une intention architecturale et sculpturale. Contrairement à ces constructions massives tissées avec des fibres lourdes telles que le crin de cheval et la laine grossière filée à la main, les Alcqumias se préoccupent davantage de la façon dont les surfaces, les textures et les finitions transforment l'espace qu'elles occupent ou contiennent. Les pièces de cette série sont suspendues de manière verticale et gravitationnelle et séparées du mur, comme si elles vivaient dans leur espace propre.

### Les années 1990
Durant les années 1990 Olga de Amaral commence les pièces : Vesitigios, Ríos, Puertas, Pueblos, Cajas, Umbras, Bosques, Segmentos, Mementos, Imágenes perdidas, Entornos quietos, Sombras, Lunas, Paisajes heredados, Estelas and the series Prosa et Soles cuadrados.

#### Estelas
Le titre de cette série associe les mots estrella, étoile et es tela, est [fait de] tissu. Olga de Amaral a toujours considéré le dos de ses pièces, l'envers, comme un côté à expérimenter. Dans cette série, elle travaille les deux côtés de façon égale. faite de plusieurs éléments rigides suspendus dont une face est dorée et l’autre noire. Elles font effet d’apparitions, dont on ne sait si ce sont des momies ou des pierres aplaties. Le devant des pièces est couvert d'or lumineux et le dos d'argent foncé. Ces pièces ont acquis un caractère tridimensionnel car elles sont toujours exposées suspendues au plafond à différentes élévations et angles et en groupe, chaque côté (doré ou argenté) étant orienté dans une même direction.

### Depuis 2000
Après l'année 2000, Olga de Amaral commence les séries : Ombríos, Mapas, Escritos, Aguas/Aquas, Glyphs, Alforjas, Espejos, Piedras, Stratas, Nudos, Memorias, Policromos, Entre ríos, Pozos azules, the series Sol rojo, Árboles, Brumas, Dos mitades, Moyas, Nébulas, Fósiles, Núcleos, Rocas, Minutas, Improntas et Lienzos.
En 2009, elle présente ses Nudos, une nouvelle voie d’expression dans son parcours. Chaque immense nœud est composé de 5000 fils de 10 mètres de long, enduits de gesso puis peints à l’or. La pâte terreuse qui les recouvre et la subtilité de l’or qui éclabousse de lumière représente la symbiose du matériel et du spirituel. C’est ainsi qu’elle les définit comme « des brillantes odes à l’humanité et à l’infini ». Comme si la boucle était bouclée.

## Collections
Plus de trente musées parmi les plus importants, des collectionneurs privés et institutionnels ont acquis des œuvres d'Olga de Amaral. Une liste détaillée est disponible sur le site de Olga de Amaral.
En Europe et en Asie, le musée d’Art moderne de la ville de Paris, le musée Jean-Lurçat et de la Tapisserie contemporaine à Angers, la Fondation Toms Pauli à Lausanne et le musée Bellerive à Zurich en Suisse, le musée d'art moderne de Kyoto au Japon.
Aux Etats-Unis, le Art Institute de Chicago, le Cleveland Museum of Art, le musée d'Art de Denver, le musée des Beaux-Arts de Houston, Le musée des Beaux-Arts de San Francisco, le Metropolitan Museum of Art, le Museum of Modern Art et le Museum of Arts and Design de New York, la Galerie Renwick du Smithsonian de Washington D.C., l'école de design de Rhode Island, le Chrysler Museum of Art à Norfolk, la Cranbrook Academy of Art Museum dans le Michigan, le musée Bass à Miami et le musée d'art de Palm Springs, entre autres.
En Colombie, les œuvres d'Olga de Amaral se trouvent dans les collections permanentes du Museo del Banco de la República, du musée d'Art moderne de Bogota et du musée national de Colombie à Bogota et du musée La Tertulia à Cali.
De nombreuses collections privées de par le monde accueillent aussi ses œuvres comme la Citibank à New York City, Le Méridien Hotel à San Francisco, la bibliothèque publique Omaha, Nuveen Investments à Chicago, la Banque interaméricaine de développement à Washington D.C., l'université Macquarie à Sidney en Australia, l'hotel Nicolás de Obando Saint-Domingue.
En Colombie, ses œuvres font partie des collections de la Clínique Santa Fe, du Club El Nogal, de la Fédération nationale des producteurs de café de Bogotá et de Coltejer à Medellín et l'hôtel Santa Clara à Carthagène des Indes.

## Expositions (sélection)
Une liste détaillée est disponible sur le site de Olga de Amaral.
- 1966 : Musée des Beaux-Arts de Caracas au Venezuela ; première exposition personnelle en dehors de son pays natal.
- 1967 : Première participation à la Biennale de la tapisserie de Lausanne Elle y reviendra huit fois jusqu'en 1995, date de la dernière édition de la biennale[23].
- 1969 : Tentures murales, exposition collective de 27 artistes de la fibre au MoMA New York[24].
- 1971 : Deliberate Entanglements, université de Californie à Los Angeles Cette exposition, organisée par son professeur d'art Bernard Kester, montre pour la première fois en Californie du Sud l'art de la fibre en Amérique et en Europe de l'Est. L'exposition reflète la sculpture en fibre révolutionnaire de l'époque, en particulier sa tendance à la monumentalité.
- 2011 : VII Pueblos & VII Polícromos, Bellas Artes Gallery, Santa Fe[25]
- 2013 : Olga de Amaral : Selected Works, galerie Louise Blouin Foundation, Londres[26]
- 2016 : Textures, galerie Agnès Monplaisir, Paris[27]
- 2018 : The lights of spirit, galerie Valérie Bach, Bruxelles[28]
- 2019-2020 : Collections ! Collections !, musée Jean-Lurçat et de la Tapisserie contemporaine, Angers Œuvres d’artistes textiles choisies dans ses collections, des années 1960 à nos jours avec un focus sur la création textile contemporaine avec Olga de Amaral[29].
- 2024/2025 : Olga de Amaral, Fondation Cartier pour l'art contemporain, Paris[30]

### Vidéos
- La Maison de mon imagination
- Exposition au Latin American Masters (2012)
- Exposition à Londres (2013)
- Exposition « Color Sombra », Galería La Cometa (Bogotá, Colombie)

### En galeries
- Galerie Agnès Monplaisir (Paris)
- Galerie Bellas Artes (Santa Fe, Nouveau Mexique)
- Nohra Haime Gallery (New York)